# Смердяче (озеро)
Смердя́че (рос. Смердячье) — озеро в Шатурському районі Московської області Росії, поблизу міста Рошаль.
Розташоване за 4 км на північний захід від селища Бакшеєве біля злиття річок Поля та Воймега в сосновому лісі. Озеро має круглу форму. Діаметр дзеркала води — 260—290 метрів. Діаметр по кільцевому валу — 350—400 метрів. Глибина озера до 35 метрів.

## Назва
Озеро дістало назву за характерний запах сірководню (але, за деякими даними, зниклий близько 25 років тому[коли?]).

## Походження
У 1985 році було висловлено припущення про метеоритне походження озера, яке в наш час[коли?] достовірно підтверджується.

## Фізіографія
Озеро незвичайне не тільки через своє походження, але й за геофізичними характеристиками: рівень води протягом останніх 20-30 років значно змінювався (від близько 40 м в 1970-х, потім до бл. 20 м і до нинішніх 30-35), судячи з усього, те саме відбувалося і з хімічним складом води. У цілому, незважаючи на кілька експедицій, великомасштабних бурових та водолазних робіт повного обстеження дна ще не проводили.